# Mikiko Watanabe
Mikiko Watanabe (1984-Fushimi-ku, 18 de julio de 2019) fue una animadora, directora artística y artista de fondos japonesa, destacada por sus trabajos en el estudio Kyoto Animation. 
Su primer trabajo en Kyoto Animation fue en la serie K-On!, posteriormente trabajó en series como Amagi Brilliant Park, Free!, Kobayashi-san Chi no Maid Dragon, Violet Evergarden y en películas como Koe no Katachi y Liz and the blue bird. Murió en 2019 a la edad de 35 años en el ataque incendiario contra Kyoto Animation.
En 2020, recibió de forma póstuma por su trabajo en la dirección de arte en la película Violet Evergarden: Eternity and the Auto Memory Doll en los premios TAAF y al año siguiente también resultó premiada en los mismos premios por Violet Evergarden: The Movie.
Se abrió una galería en la localidad de Kuwana Machi no Eki, en la prefectura de Mie, para exponer su trabajo, su bisabuela Setsuko Tsuchida fue quien montó dicha exposición como forma de preservar su trabajo artístico.